# Ernst Christoph Alexander von Wolff

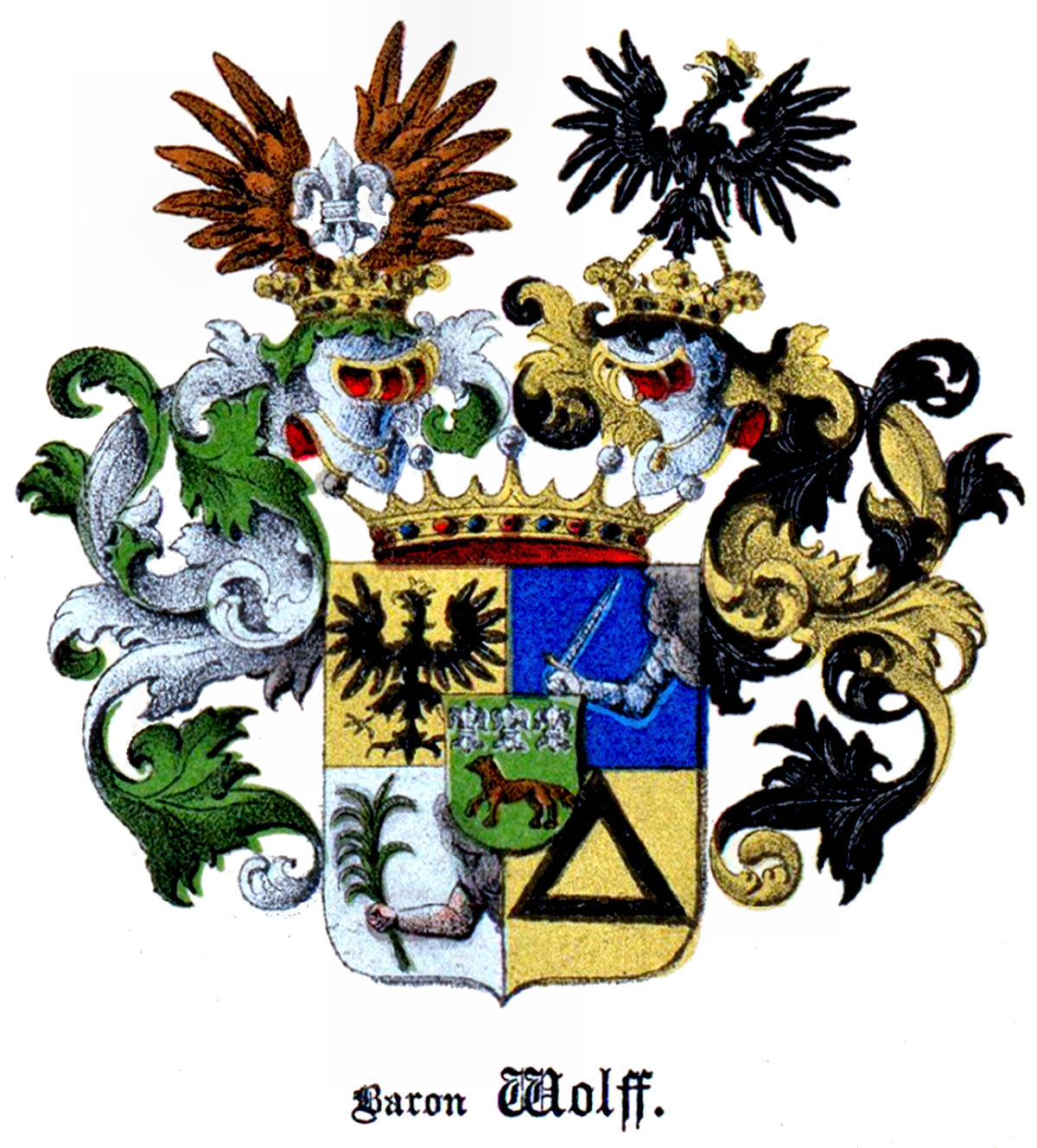
Wappen derer von Wolff

Ernst Christoph Alexander Freiherr von Wolff auf Fianden (* 17. Mai 1783 in Neu-Laitzen; †  30. Mai 1832 auf Gut Fianden in Livland) war kaiserlicher russischer Offizier und Träger des Ordens Pour le Mérite.

## Leben
Als dritter Sohn seines Vaters Johann Gottlieb von Wolff wählte Ernst Christoph Alexander von Wolff die militärische Laufbahn in der Armee des russischen Zaren, in dessen Garde er eintrat. Seine erste Bewährung hatte er im russisch-französischen Krieg und in den darauf folgenden Befreiungskriegen gegen Napoleon. Er rückte mit den russischen Truppen 1813 in das verbündete Preußen ein und nahm mit seinem Regiment als Rittmeister an der Eroberung des französisch besetzten Glogau teil. 
Für die bei dieser Aktion gezeigten Leistungen schlug ihn der ehemalige preußische Offizier und nunmehrige russische Generalmajor von Schoeler, in einem Schreiben vom 8. Mai 1814 an den preußischen General von Thile  für eine Auszeichnung durch den preußischen König Friedrich Wilhelm III. vor. Der König bewilligte auf diesen Bericht hin in seiner Allerhöchsten Kabinettsorder vom 13. Mai 1814 von Wolff und anderen den Orden Pour le Merite. Nach Kriegsende diente Wolff weiter in der russischen Garde und avancierte bis zum Dienstrang eines Obersten. Danach, inzwischen ehrenhalber zum Herzoglich Sachsen-Meiningschen Major berufen, zog er sich auf sein Gut Fianden zurück. Dort hatte er 1821 für sich und seine Familie das Schloss Fianden (lett.: Lāzberģa Pils) errichten lassen. Zudem war er noch Herr auf Gut Wolkowo (Russ.:Wolkowka) bei (heute in) Sankt Petersburg (Russland).

## Familie
Wolff entstammte einem Ratsgeschlecht aus Sagan (Niederschlesien), welches im 17. Jahrhundert in das Baltikum auswanderte und 1726 das Indigenat der Livländischen und 1729 das der Estländischen Ritterschaft erhielt. 1747 erfolgte die Erhebung in den Reichsfreiherrenstand. Seine Eltern waren der Livländischer Landrat und Gutsherr der Güter Neu-Laitzen, Reppelkaln, Luxenhof, Friedrichshof, Schwanenburg, Fianden und Semershof, Johann Gottlieb Freiherr von Wolff (1756–1817) und Clementine Fallois de Feoville (1759–1821). Am 20. Mai 1815 heiratete er in Dorpat (heute Tartu, Estland) Sophie Constance Caroline Henriette Gräfin von Mengden (1796–1878). Joseph Otto Albert von Wolff war sein Bruder.